# Han Hyun-min
Han Hyun-min (coreano: 한현민; nascido em 19 de maio de 2001) é um modelo, ator e personalidade de TV sul-coreano.

## Biografia
Ele é mestiço sendo afro-asiatico, seu pai e de origem nigeriana e sua mãe é coreana nativa, foi o primeiro modelo coreano de ascendência africana para caminhar as passarelas na Coréia do Sul. Ele foi criado no Itaewon bairro de Seul, onde residem muitos estrangeiros na Coréia do Sul, bem como alguns dos empresários sul-coreanos mais ricos.

## Carreira
Em 2016, uma agência de modelos descobriu Han através de seu Instagram aos 15 anos, quando ele ainda estava na escola. Eles organizaram uma reunião e se reuniram em um café onde eles pediram-lhe para andar e assinou com ele no local, depois disso sua carreira aumentou. Em 2017, ele entrou na lista da revista Time, como um dos 30 jovens mais influentes.
Em 2018 Han Hyun Min, sua mãe, irmão mais novo, e irmã mais nova apareceu no show. Ele disse que seu mais novo Jude apareceu em um drama KBS. Desempenhou o papel de um menino que teve seu rosto lavado por Song Hye Kyo em ‘descendentes do Sol.'” Ele acrescentou, “Ele tinha um sorriso brilhante que eu nunca tinha visto em casa. Eu fui surpreendido muito.” Quando os MCs perguntaram a Jude se ele estava feliz enquanto filmava com Song Hye Kyo, ele fez todo mundo rir por responder com confiança, “Sim!” Han Hyun Min e sua família executaram Park Sang Chul’s “Unconditional” (título literal) e tiveram o público batendo palmas e cantando junto com a canção.

## Filmografia

### Series
| Ano  | Titulo                       | Papel                    | Emissora | Notas       | Ref.        |
| ---- | ---------------------------- | ------------------------ | -------- | ----------- | ----------- |
| 2018 | Tale of Fairy                | Ethiopian exchange fairy | tvN      | episodeo 16 | [ 6 ]       |
| 2019 | Hip Hop King - Nassna Street |                          | SBS      |             |             |
| 2021 | So Not Worth It              | Hyun-min                 | Netflix  | Sitcom      | [ 7 ] [ 8 ] |

### Show de Variedades
| Ano             | Titulo      | Emissora | Notas                                                                                 |
| --------------- | ----------- | -------- | ------------------------------------------------------------------------------------- |
| 2018 – 2019     | Cool Kids   | JTBC     | Co-host with Yoo Jae-suk, Kim Shin-young, Red Velvet's Seulgi, Ahn Jung-hwan and Haon |
| 2019 - presente | M Countdown | Mnet     | Co-host with Lee Dae-hwi                                                              |

## Referencias
1. ↑  Shannon Power (31 de janeiro de 2017). «Han Hyun-min: South Korea's hottest new model». Gay Star News. Consultado em 11 de julho de 2017[ligação inativa]
2. ↑  http://doramaever.com/2017/11/28/o-modelo-coreano-nigeriano-han-hyun-min-fala-sobre-sua-luta-contra-o-racismo-na-coreia/
3. ↑  https://www.soompi.com/article/1234821wpp/han-hyun-min-shares-younger-brother-acted-song-hye-kyo-descendants-sun
4. ↑  https://www.allkpop.com/article/2017/12/han-hyun-min-reveals-his-younger-brother-is-the-boy-next-to-song-hye-kyo-in-descendants-of-the-sun
5. ↑  Monica Kim (4 de abril de 2017). «This Nigerian-Korean Model Is Breaking Boundaries in Seoul». Vogue. Consultado em 11 de julho de 2017
6. ↑  «'계룡선녀전' 한현민, 선계 커피 신선 '칼디' 역으로 출동! 문채원과 케미!». My Daily (em coreano). 12 de novembro de 2018
7. ↑  Minji Kang (24 de setembro de 2020). «NETFLIX CONFIRMS PRODUCTION OF SO NOT WORTH IT, JOINING HANDS WITH KOREA'S TOP SITCOM CREATORS». Netflix News
8. ↑  넷플릭스 오리지널 ‘지구망’ 제작 돌입…최영재-민니 등 출연 [공식] [Netflix original'global network' production begins Choi Youngjae-Minni and others appeared [Official]author=Jeong Hee-yeon]. Sports Donga. 25 de setembro de 2020
9. ↑  «'요즘애들', 유재석의 인싸댄스…공식 포스터 공개». mydaily.co.kr. 22 de novembro de 2018. Consultado em 15 de dezembro de 2018
10. ↑  «이대휘-한현민 `엠카운트다운` 고정 MC 발탁 - 매일경제». mk.co.kr (em coreano). 3 de abril de 2019. Consultado em 3 de abril de 2019